# Бейтман, Жюстин
Жюстин Таня Бейтман (англ. Justine Tanya Bateman; род. 9 февраля 1966) — американская актриса, сценарист и продюсер.

## Ранняя жизнь
Жюстин Таня Бейтман родилась в Рэй, Нью-Йорк в семье стюардессы и режиссёра. У неё есть младший брат — актёр Джейсон Бейтман.

## Карьера
Бейтман наиболее известна по своей роли Мэллори Китон в популярном комедийном сериале «Семейные узы», где она снималась с 1982 по 1989 год. За свою роль она получила две номинации на премию «Эмми» за лучшую женскую роль второго плана в комедийном телесериале и «Золотой глобус» за лучшую женскую роль второго плана на телевидении. Популярность сериала привела Бейтман к выступлению в Saturday Night Live и главной роли в коммерчески провальном кинофильме «Удовлетворение» в 1988 году.
После завершения сериала карьера Бейтман пошла на спад и она в основном появлялась в независимых и телевизионных фильмах. Она вернулась в жанр ситкома сыграв главную роль в адаптации одноимённого британского телешоу «Негодники», который выходил с 1996 по 1997 год на NBC и позже было закрыто из-за низких рейтингов. В 2000 году она открыла компанию Justine Bateman Designs, которая выпускала модную одежду. Она вернулась на экраны в 2003 году с ролью в мини-сериале «Развал» с Эриком Штольцом и Фелисити Хаффман, за которую получила Премия «Спутник», а также появилась в ситкоме своего брата «Замедленное развитие». Она также появилась в сериалах «Отчаянные домохозяйки», «Californication», «Ясновидец» и «Частная практика».

## Личная жизнь
С 2001 года Бейтман замужем за Марком Флинтом, у них двое детей.

## Избранная фильмография
| Год       |   | Русское название      | Оригинальное название | Роль         |
| --------- | - | --------------------- | --------------------- | ------------ |
| 2008—2012 | с | Отчаянные домохозяйки | Desperate Housewives  | Элли Леонард |